# Charles Dutoit
Charles Édouard Dutoit (Lausanne, 1936. október 7. –) nemzetközi hírű svájci karmester.

## Életpálya
Charles Dutoit Lausanne-ban született és itt is kezdte zenei tanulmányait. A Genfi Konzervatóriumban szerzett diplomát, ahol karmesterversenyen első helyezést ért el. 1957-ben indult pályája elején Európában és Dél-Afrikában különböző zenekarokban brácsázott. Korai éveiben  Ernest Ansermet próbáit látogatta, akitől zenei tanácsokat kapott. 1959 januárjában debütált karmesterként, a Lausanne-i Rádiózenekart vezényelte, a szólista Martha Argerich – későbbi felesége – volt.
1959-től a genfi Suisse Romande Zenekar vendégkarmestere lett, majd 1967-ig a Zürichi Rádiózenekar karmestereként lépett fel, 1967-től a Berni Szimfonikus Zenekar vezetését vállalta el, és tizenegy évig vezette. Ezt követően a világ számos zenekarának dirigense, csak párat felsorolva, a Mexikói Nemzeti Filharmonikusok (1973–1975), a Gothenburgi Szimfonikus Zenekar. Az 1980-as évektől az amerikai kontinens zenekarainak is karmestere lett, a Minnesota Szimfonikus Zenekaré, majd huszonöt éven keresztül a Montréali Szimfonikus Zenekar (1977–2002) zenei igazgatója volt, valamint további neves amerikai együttesek, mint a  Philadelphia Zenekar dirigense, melynek az 1990-es évektől zenei igazgatói posztját is elvállalta. 1991-től 2001-ig a Francia Nemzeti Szimfonikusok (Orchestre National de France) zenei igazgatójaként volt tevékeny. Emellett 1996 és 2003 között a Tokiói Szimfonikus Zenekar (NHK) zenei igazgatója is volt. Majd 2009-ben elvállalta a londoni Royal Filharmonikus Zenekar zenei igazgatói posztját. A Royal Filharmonikus Zenekar 2017. júliusi bejelentése  szerint, Dutoit 2019-ben az RPO zenei igazgatói posztjától megválik és a zenekar örökös karmestere címet kapja meg, az öt évtizeden át tartó – 1966-ban lépett fel először a neves londoni zenekarral – művészi együttműködés eredményeként.

## Magánélete
Dutoit négyszer nősült, második felesége a neves zongoraművésznő, Martha Argerich volt, közös gyerekük Anne-Catherine. Harmadik felesége a kanadai üzletasszony, Marie-Josée Drouin lett, 2010-ben pedig feleségül vette a neves kanadai hegedűművésznőt, Chantal Juilletet.

## Zaklatási botrány
2017. december 21-én az Associated Press hírei szerint többen vádolták meg Charles Dutoit-t szexuális zaklatással. Köztük volt a Grammy-díjas neves szoprán, Sylvia McNair is, aki jelenleg az Indianai Egyetem visszavonult tanára, ezen kívül két különböző zenekar két tagja,  valamint Jenny Q. Chai zongoraművész és Paula Rasmussen neves amerikai mezzoszoprán operaénekes.
A Royal Filharmonikus Zenekar bejelentése szerint a 2017 végén kirobbant zaklatási botrányt az együttes komolynak ítéli meg, mind a zenekar, mind Dutoit együttesen döntöttek a közös fellépések lemondásáról, időt hagyva az esetleges jogi tisztázásra. További zenekarok jelentették be, hogy lemondják Charles Dutoit-tal megkötött koncertszerződéseiket, köztük a Bostoni Szimfonikus Zenekar, a San Franciscó-i Szimfonikusok, a New York-i Filharmonikusok és a Philadelphia Zenekar, mely még a tiszteletbeli karmesteri címet is visszavonta Charles Dutoittól.

## Díjai
Charles Dutoit több mint negyven rangos díj birtokosa. Dutoit-t tízszer jelölték Grammy-díjra, és kétszer ítélték neki a díjat, többször jutalmazták a kanadai zenei díjjal – Juno Awards –, többek között a francia Grand Prix du Président de la République, a svájci Prix mondial du disque de Montreux birtokosa. Számos egyetem díszdoktora, 2015-ben a genfi Igor Stravinsky Alapítvány tiszteletbeli tagjává, 2016-ban pedig a párizsi Maurice Ravel Alapítvány tiszteletbeli tagjává választották. 2017-ben az egyik legrangosabb angol zenei díjat, a londoni Royal Philharmonic Society Arany-medálját adományozták Charles Dutoit-nak.